# Amos Henry Hawley
Amos Henry Hawley (* 1910; † 31. August 2009 in Chapel Hill, North Carolina) war ein US-amerikanischer Soziologe, der 1978 als 69. Präsident der American Sociological Association (ASA) amtierte.  Er wurde durch seine Beiträge zur Demoskopie und zur Stadtsoziologie bekannt.
Hawley brach sein Studium an der University of Cincinnati während der Großen Depression ab und lebte als Hobo, kehrte aber nach einigen Wanderjahren an die Hochschule zurück. Dort lernte er Roderick Duncan McKenzie, einen Vertreter der klassischen Chicagoer Schule der Soziologie kennen, der als Gastprofessor in Cincinnati lehrte. Von dessen Auffassungen zur Humanökologie war Hawley so beeindruckt, dass er ihm an die University of Michigan folgte, wo er erst sein Schüler, dann sein Mitarbeiter und schließlich sein Nachfolger als Professor wurde. 1966 wechselte Hawley an die University of North Carolina at Chapel Hill, wo er 1976 in den Ruhestand ging.
1977 wurde Hawley in die American Academy of Arts and Sciences gewählt.

## Schriften (Auswahl)
- Human ecology. Atheoretical essay. University of Chicago Press, Chicago 1986, ISBN 0-226-31983-0.
- Mit Basil George Zimmer: The metropolitan community. ts people and government. Sage Publications, Beverly Hills 1970, ISBN 978-0-8039-0066-0.
- Urban society. An ecological approach. Ronald Press Co., New York 1971 (2. Auflage, Wiley, New York 1981, ISBN 0-471-05753-3).
- Human ecology. A theory of community structure. Ronald Press Co., New York 1950